# Albert Triboulet
Pour les articles homonymes, voir Triboulet (homonymie).
Albert Triboulet de son vrai nom Albert Marceau Triboulet, né le 29 octobre 1901 à Briançon dans les Hautes-Alpes est un professeur d’italien et de lettres au collège classique de Romans-sur-Isère dans la Drôme. Il deviendra par la suite résistant français sous le nom du lieutenant Marc. Issue d’une famille de classe moyenne et progressiste de gauche, patriote très engagé dans son pays, refusant l'occupation de la France par l'Allemagne nazie pendant la Seconde Guerre mondiale, il s’engage dans la résistance civile puis armée. Capturé par les Nazis lors d’une embuscade, en descendant du maquis du Vercors, il sera fusillé début août 1944 dans la commune de Saint-Nazaire-en-Royans. Une cité scolaire ainsi qu'une rue portent son nom à Romans-sur-Isère.

## Biographie
Albert Marceau Triboulet est né le 29 octobre 1901 à Briançon de l’union de Gilbert Triboulet, gendarme et de Marie Albert institutrice. Il est l'ainé de la fratrie, Roger est né en 1903 Gilberte en 1907, Isabelle en 1905 et Marc en 1910, ces deux derniers mourront durant leur enfance. Son père a participé à la Grande Guerre et a été gazé en 1915. Sa mère est nommée officier d’académie en 1924 après avoir reçu des honneurs locaux pour avoir été une institutrice dévouée.

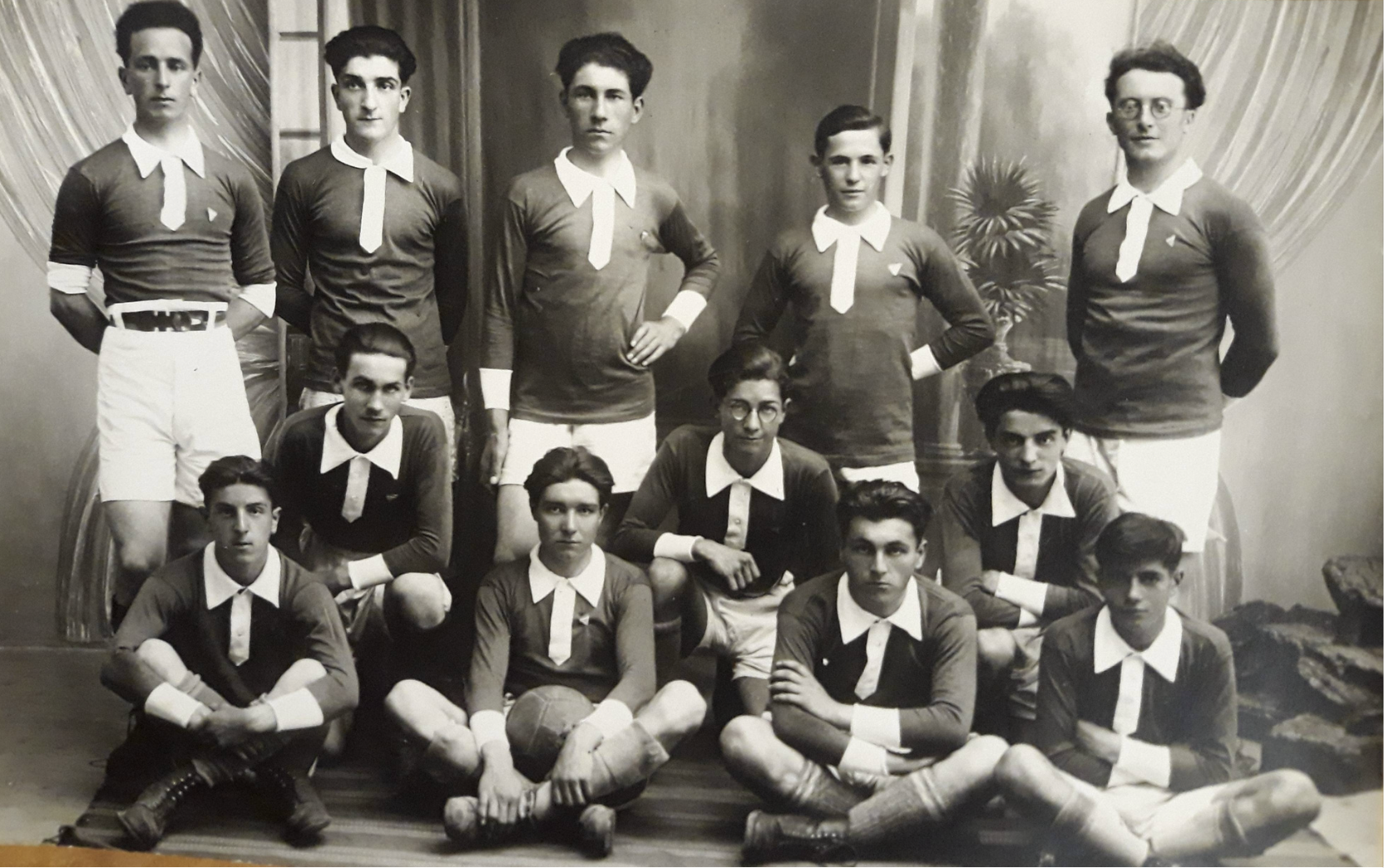
Équipe de football d'Albert Triboulet avec des élèves ©️ Archive de la famille Triboulet

Il est issu d’un milieu familial progressiste et orienté à gauche. Son père était en effet trésorier de la section SFIO de Briançon en 1929 mais aussi franc-maçon. Sa mère était membre du bureau de bienfaisance de Briançon. La famille triboulet ne voulait pas se réduire à son groupe social. Sa pratique du violon et de la flûte illustre cette volonté émancipatrice car la pratique de la musique était réservée aux classes aisées. Grâce à des photographies retrouvées dans sa famille , nous savons qu’il a également pratiqué le football et la randonnée dans les montagnes.
Il a reçu une bourse qui lui a permis d’intégrer le collège de Briançon[1], un établissement secondaire. Il possédait donc un très bon niveau scolaire. Il a obtenu le baccalauréat de latin, langue vivante, philosophie en juillet 1920[2]. Il obtient ensuite une licence de lettres d’italien à l’université de Grenoble où il va devenir Maître d'internat en 1924 au lycée Champollion. Il quittera, par la suite, ce métier pour arriver à Romans-sur-Isère dans un contexte de tensions politiques et sociales à l'aube des années 1930. Albert se mariera le 14 avril 1936, avec Sarah, Élise Boucher à Grenoble et ils donneront naissance à Lise Marie Triboulet en 1942.

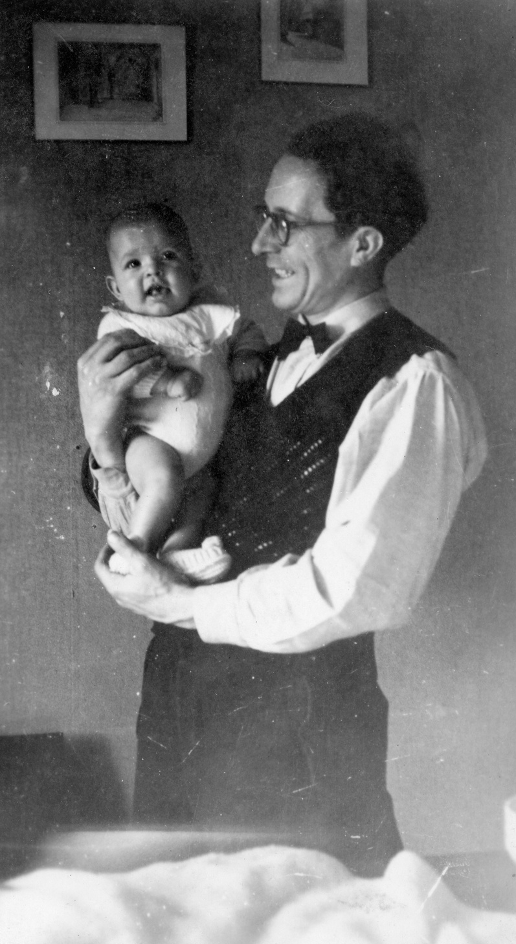
Albert avec sa fille Lise ©️ Archive de la famille Triboulet

Il sera ensuite mobilisé dans le troisième bataillon du 440e régiment de pionnier durant la seconde guerre mondiale, et nommé Sergent-chef en novembre 1939. Il sera rendu à la vie civile en juillet 1940. Par la suite, il entamera son parcours de résistant en y entremêlant sa carrière d’enseignant. À la fin du mois de juillet, au plus fort de la bataille du Vercors, il sera fait prisonnier sans doute au barrage de Saint-Just-de-Claix. Albert Triboulet sera fusillé fin juillet début aout 1944 avec neuf autres maquisards, dans le parc du château de Saint-Nazaire-en-Royans. Il sera considéré comme résistant après sa mort et sa fille deviendra pupille de la nation en 1946. Des hommages lui seront rendus et le collège classique de Romans-sur-Isère, où il était professeur prendra son nom : Le Collège Albert TRIBOULET.
La citation suivante lui a valu l'attribution à titre posthume de la Légion d'honneur et de la croix de guerre : 

« Le lieutenant Triboulet a incarné l'esprit de résistance à Romans depuis 1942. Officier adjoint au commandant de la Compagnie, chargé par la mission interalliée d'une mission délicate dans le Briançonnais, s'acquitta de cette tâche brillamment. Tombé à l'ennemi le 29 juillet 1944. »

[1] AC Romans 169 S
[2]Julie Le Gac, Anne-Laure Ollivier et Raphaël Spina, La France en chiffres : de 1870 à nos jours, Paris, Perrin, 2015, p. 261.

## Carrière professionnelle
Albert Triboulet obtient son baccalauréat en latin, langues vivantes et philosophie en 1920[3], un diplôme très prestigieux à cette époque puisque seulement 1,5 % d’une classe d’âge y parvient[4].

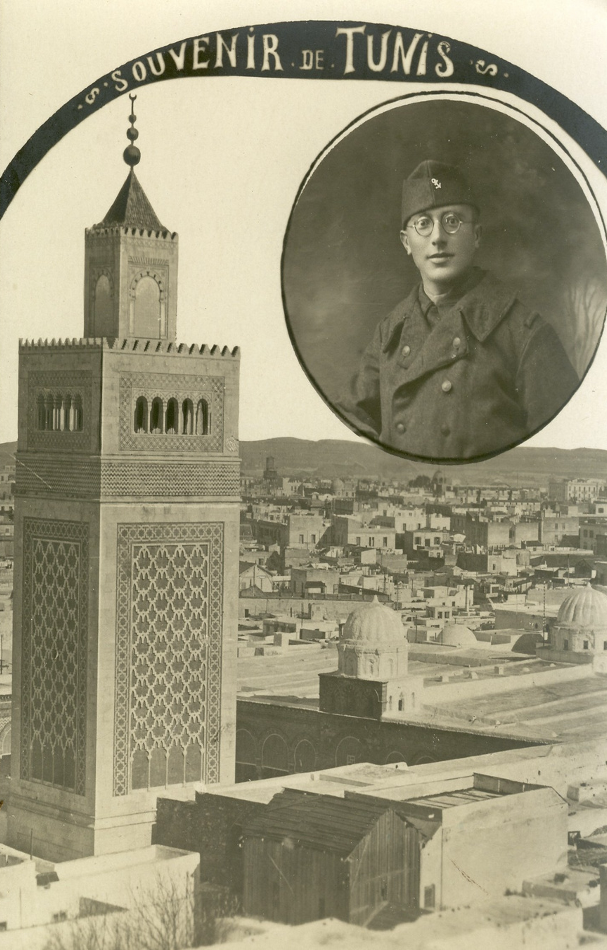
Le service militaire de Triboulet en Tunisie. Archive de la famille Triboulet

        Son frère et sa sœur vont également réussir leurs examens du baccalauréat. Cela leur est possible grâce au soutien financier de leurs parents qui vont accorder une grande importance à leur scolarité. Après avoir réussi l'examen, le jeune bachelier ne mettra pas longtemps avant de décrocher son premier emploi en tant que répétiteur au collège de Briançon où il a été élève[5]. À ce titre, Albert Triboulet encadre les heures d’études données à la fin des journées de cours. En 1922, il refuse l’opportunité de partir dans la finance [6]. Il s'inscrit en licence de lettres et d'italien à l'université de Grenoble. À la rentrée 1924, il quitte Briançon pour Grenoble où il devient maître d’internat au lycée Champollion[7]. Il obtiendra, en 1924-1925[8], trois des quatre certificats nécessaires pour être licencié en lettres : les diplômes de philologie, d'études pratiques et de littérature étrangère. Avant le début de son service militaire en 1926, Albert Triboulet échoue par deux fois à décrocher son certificat manquant, celui des études littéraires classiques version latine. Après son retour de Tunisie, où il a effectué son service militaire, il sera recruté pour enseigner l’italien au collège de Briançon de par ses certificats dans cette langue[9].
        Durant son bref retour au collège de Briançon en tant que professeur d’italien, il fait partie de l’équipe sportive des enseignants et anime la section de football de l’étoile sportive Briançonnaise[10]. Sa passion et son dévouement envers les clubs sportifs locaux lui donneront l'opportunité d'écrire pour un journal hebdomadaire local, Les Alpes sportives[11].

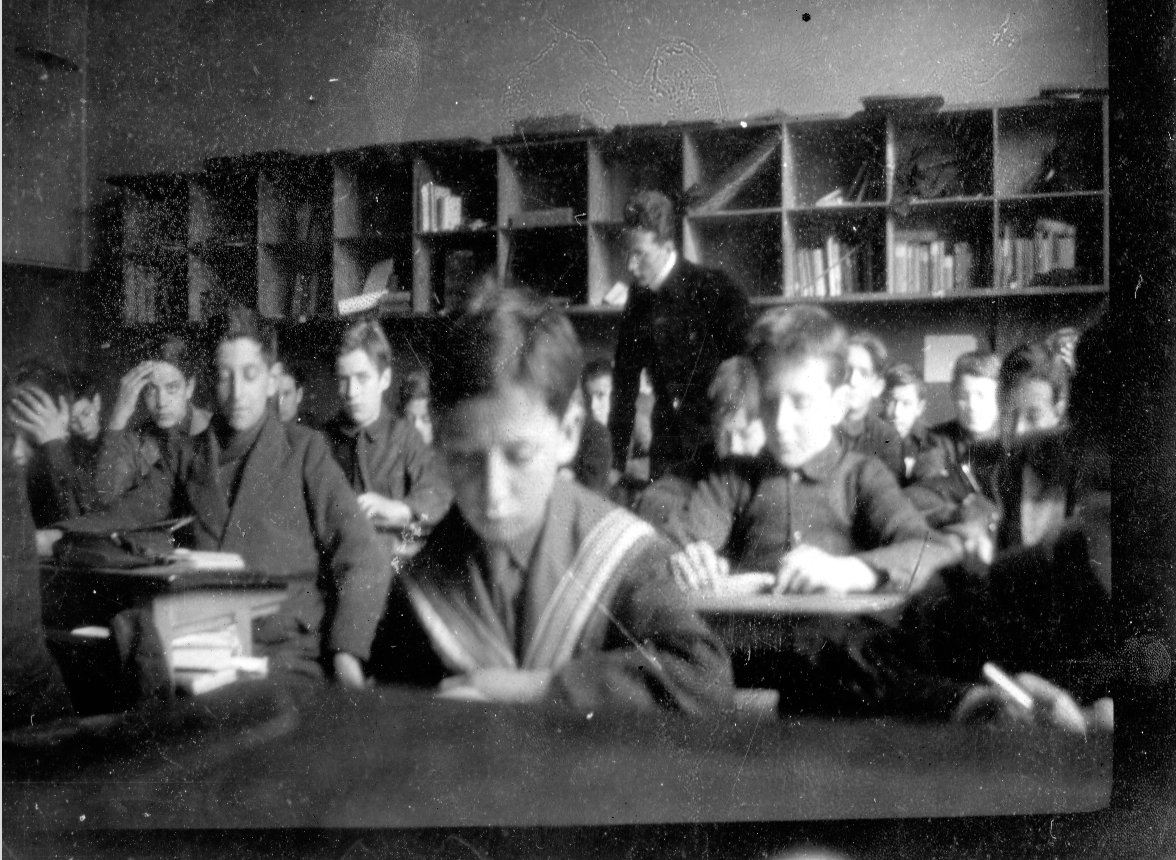
Le professeur Triboulet en classe. Archive de la famille Triboulet

        Une fois sa licence de lettres, enfin, obtenue, il est engagé au collège classique de Romans-Sur-Isère à la rentrée 1933. Il y enseignera l’Italien, le latin et la littérature. Son frère Roger et sa sœur Gilberte, quant à eux, sont professeurs de mathématiques. Le collège de Romans est, au même titre que celui de Briançon, un collège classique où l'on enseigne le latin. Être scolarisé dans cet établissement du secondaire est payant, par conséquent la grande majorité des élèves sont issus de la bourgeoisie, quelques-uns sont boursiers. 
        Lors de l’arrivée de Monsieur Triboulet, les tensions politiques et sociales courent les rues de la ville. Les années trente ont été caractérisées par des conflits entre le parti conservateur et le parti socialiste dans la ville de Romans. Ces tensions remontent aux couloirs du collège classique de Romans où Albert Triboulet enseigne. Il est désigné pour tenir un discours pour la distribution des prix en 1934, dans lequel il choisit de faire l’éloge de la camaraderie.
        En juillet 1936 Albert Triboulet, est membre de la loge « L’avenir », dépendante de la grande loge de France[12]. Il est aussi membre de la section de la SFIO de Romans et de la Libre Pensée[13].

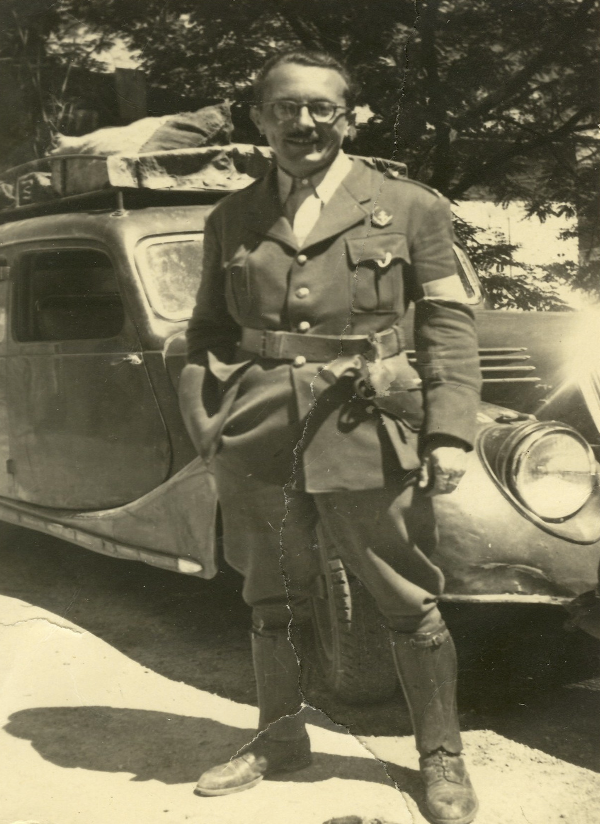
Albert Triboulet en 1944. Archive de la famille Triboulet

        Au début de la guerre, Albert Triboulet est mobilisé dans le 3e bataillon du 440e régiment de pionniers. Il va assurer la rentrée scolaire de 1940. La ville de Romans est atteinte par les Allemands au même moment, le collège n’échappe pas aux difficultés qui frappent la France. Les cours reprennent en octobre dans les locaux habituels, qui servaient d’hôpital complémentaire à l’armée. Le manque d’enseignant est un problème aigu[14]. Tout au long de la guerre, il est difficile d’encadrer et de ravitailler l’internat. Les Allemands reprennent le contrôle du collège fin 1943 début 1944. Son fonctionnement est encore plus précaire. Dans l’urgence, le principal doit trouver de nouveaux locaux, mais la mairie est réticente à l’idée de lui fournir un internat provisoire. Durant la guerre, Albert Triboulet donne des cours clandestins tôt le matin et tard le soir à plus d’une centaine d‘élèves au Château de Sallmard à Peyrins.

## Actes de résistance
Ses motivations idéalistes et humanistes le poussent naturellement sur la voie de la Résistance, ainsi il s’engage auprès des réseaux socialistes d’avant guerre aux alentours de 1940[15], date approximative, car très peu d’informations sont disponibles. L’une des premières traces de sa résistance est sa participation à la manifestation contre le changement du nom de la place Jean-Jaurés en maréchal Pétain. Albert Triboulet va ensuite devenir un des principaux administrateurs de la résistance civile à Romans.
La première préoccupation du couple Triboulet va être de réunir et mettre en relation les résistants à Romans et Bourg de péage, au moyen d’un réseau de communication dont l’objectif premier est de faire de la propagande. Albert fait imprimer puis distribuer des tracts et des journaux clandestins, liste les actes des collaborateurs et attend les ordres. Il explique à son collègue, Vincent Baume[16], le fonctionnement du mode de recrutement. Bientôt le réseau s’étend et devient solide, Triboulet en organise le fonctionnement et distribue les rôles. Avec l'aide de sa femme Sarah, ils organisent les réunions des résistants dans leur foyer, produisent des tracts et cachent chez eux des juifs, des clandestins et des recherchés par la police et la milice.
Sous la supervision de Germaine Chesneau, il donne clandestinement des cours à deux centaines d’enfants, dont une partie est juive, au château de Peyrins (nommé Château de Sallmard). Ce château servait de maison de repos pour les mineurs après une hospitalisation ou de la rééducation. La propriétaire, Germaine Chesneau, décide de cacher des enfants juifs de multiples nationalités. Elle contacte par la suite Albert Triboulet pour que ceux-ci aient accès à une éducation. Là bas il dispense des cours de français et d'italien.

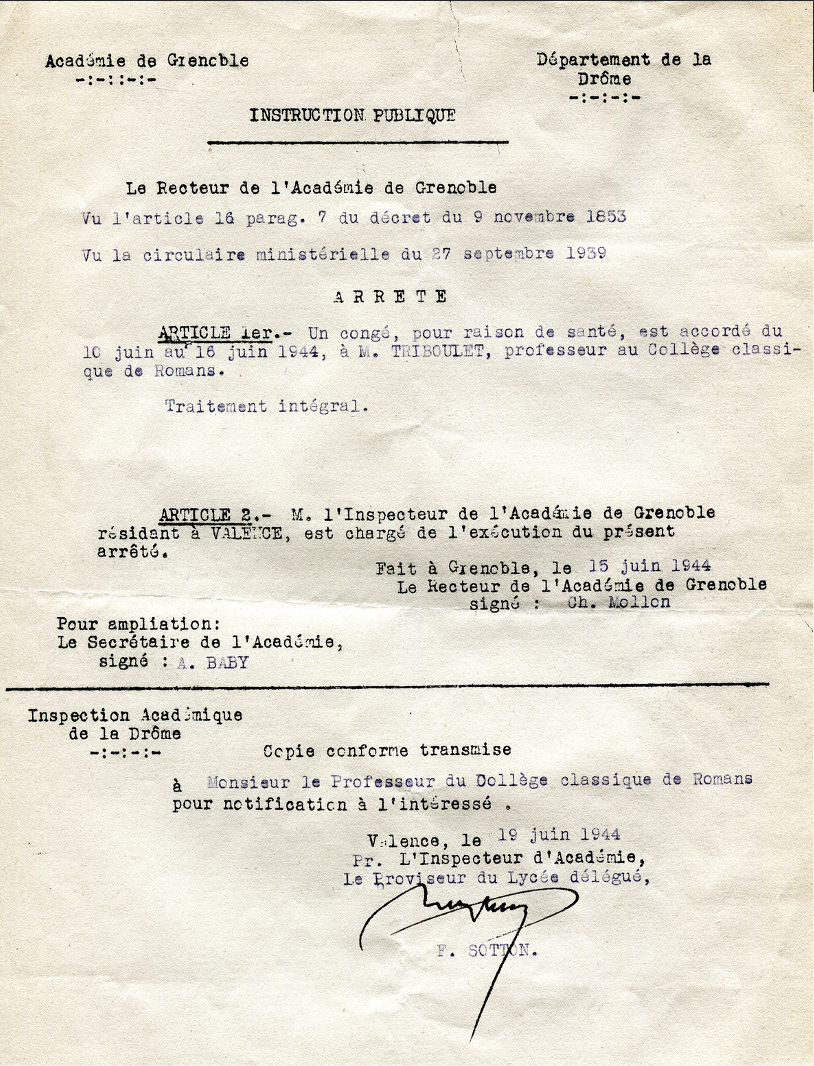
Congé accordé à Albert Triboulet en juin 1944 ©️Archive de la cité scolaire Albert Triboulet

L’ordre de montée dans le maquis du 9 juin 1944 réunis à Bourg de péage de nombreux jeunes hommes, dont Albert Triboulet. Leur objectif est de stopper le regroupement des Allemands en Normandie. Pour cela, ils constitueront la compagnie Abel. Le réseau monté par Albert et Sarah en pleine clandestinité s’avère d’une efficacité redoutable pour regrouper rapidement les combattants volontaires. Les ordres partent de chez eux, et arrivent à se répandre rapidement. La montée est dangereuse mais réussie grâce à l’intelligence du chef Abel et la «débrouillardise» de la compagnie. Albert jouera un rôle essentiel dans la troupe[17]. En effet, il fait partie du groupe des éclaireurs précédant la compagnie. Pour couvrir ses traces, il se fait accorder un congé de santé jusqu’au 16 juin au collège. La situation des maquis en France devient rapidement précaire, faute d’armes face a l’avancée des Allemands. Il prend sa place aux côtés du capitaine Abel comme «administrateur» , un intendant logistique. À partir de juillet, on confie à Triboulet la mission de se rendre en territoire ennemi, à Gap, pour y fournir des informations importantes. Lui et l’inspecteur de police Frandon, qui l’accompagnait, éviteront de justesse la mort lors d’un contrôle de l’armée allemande, sur un barrage à Gap . Soixante-dix hommes de la compagnie Abel se retrouvent dispersés à la suite de la prise du Vercors par les Allemands et se réfugient dans la forêt des Coulmes avec le capitaine Crouau (certains hommes s’échappent par leurs propres moyens comme Albert Triboulet). Le registre matricule d’Albert Triboulet mentionne son arrestation à la Balme de Rencurel (Lieu de base de la compagnie Abel). Mais au contraire, l’article du Patriote romanais et peageois mentionne qu'Albert Triboulet « tomba dans la gueule du loup » en essayant de franchir le barrage. Prisonnier, Albert Triboulet est amené à Saint-Nazaire-en-Royans où se situent des unités allemandes qui verrouillent les sorties du Vercors.

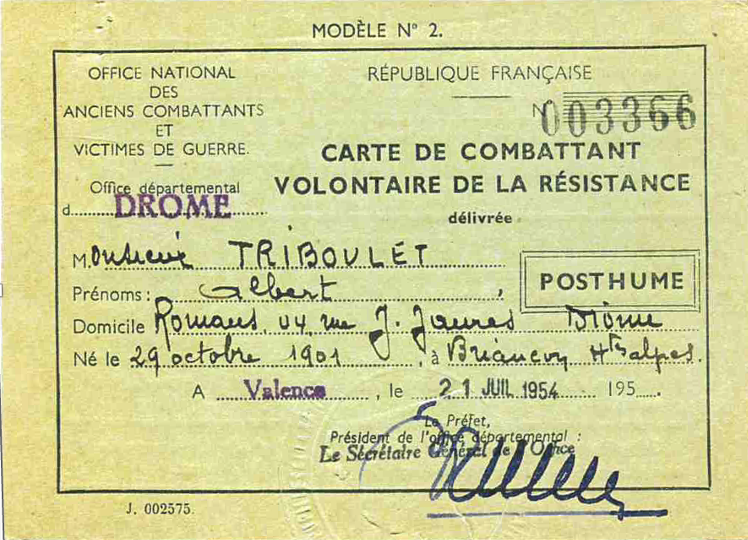
Carte de résistant d'Albert Triboulet "ACR, Fonds, 169S2-Archives&Patrimoine Valence Romans Agglo" ©️

Il y restera quelques jours, enfermé dans l’école communale avec une dizaines de personnes. Nous ignorons les raisons qui ont conduit à son exécution : dénonciation ? Assassinat d'un otage, d'un résistant ? 

La résistance de Triboulet fut à la fois armée dans le Vercors et principalement civile dans les autres actes de résistance qu’il a commis, de la participation à la manifestation contre le changement de nom de la place Jean-Jaurès pour maréchal Pétain à l’enseignement à des enfants Juifs dans le Château de Sallmard, il reste aujourd’hui connu principalement pour ses actes de résistance contre le régime autoritaire de Vichy et l'Allemagne nazie.

## Sarah Boucher

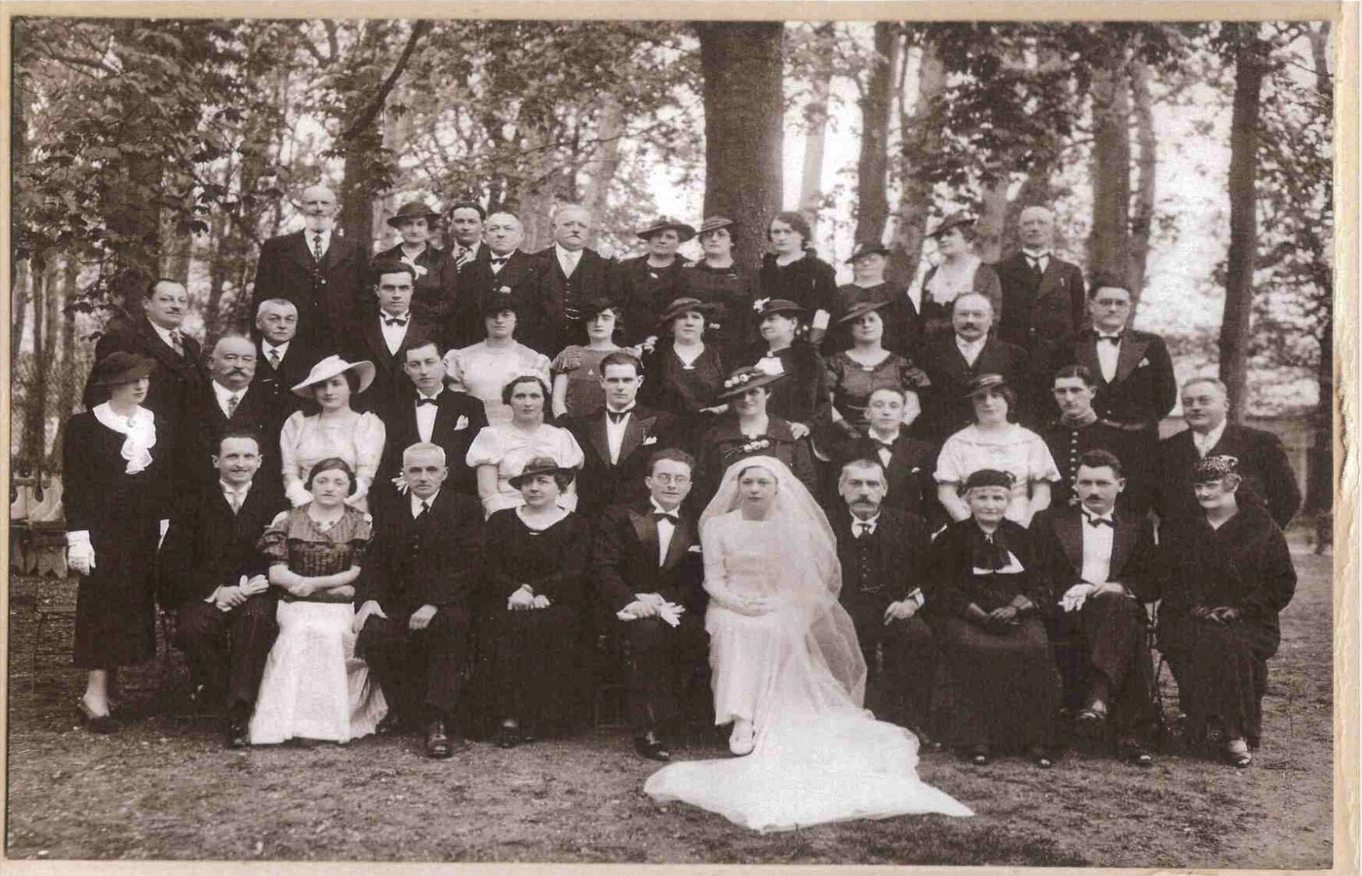
Mariage d'Albert Triboulet et de Sarah Boucher ©️ Archive de la famille Triboulet

Sarah Boucher est née le 1er décembre 1910 à Grenoble (département de l’Isère) et est décédée le 8 novembre 1987 (76 ans) à Romans-sur-Isère (département de la Drôme). C’est une femme qui a activement fait partie de la résistance civile mais qui fût longtemps dans l’ombre de son mari, Albert Triboulet, avec qui elle s’est mariée le 14 avril 1936 à Grenoble. De cette union est née, leur unique enfant, Lise Triboulet, le 29 août 1942, surnommée « Zou ». Dans cette résistance, elle était agente de liaison.
La résistance de Sarah Boucher:
Les premiers objectifs de la Résistance sont militaires et visent à aider l'effort de guerre par le sabotage, le renseignement, le rapatriement des combattants (aviateurs par exemple) puis la formation de maquis. Cachés au cœur des montagnes et des forêts, dans des régions peu peuplées, les résistants étaient surnommés les « maquisards ». La confiance était nécessaire pour la résistance clandestine, en effet, ses membres devaient rester soudés et discrets pour ne pas être repérés. D’après une attestation délivrée le 11 mars 1946 par Blanchard Alex président du comité de libération et ancien chef local du mouvement du Vercors, Sarah Boucher appartenait aux Mouvements Unis de Résistance. D’après une seconde attestation datant de la fin de la guerre, délivrée par le comité départemental de libération de la Drôme, Sarah Boucher possède la qualité de Réfractaire. C'est-à-dire qu’elle a résisté pendant la Seconde Guerre mondiale et qu’elle a refusé de se soumettre au régime de Vichy.

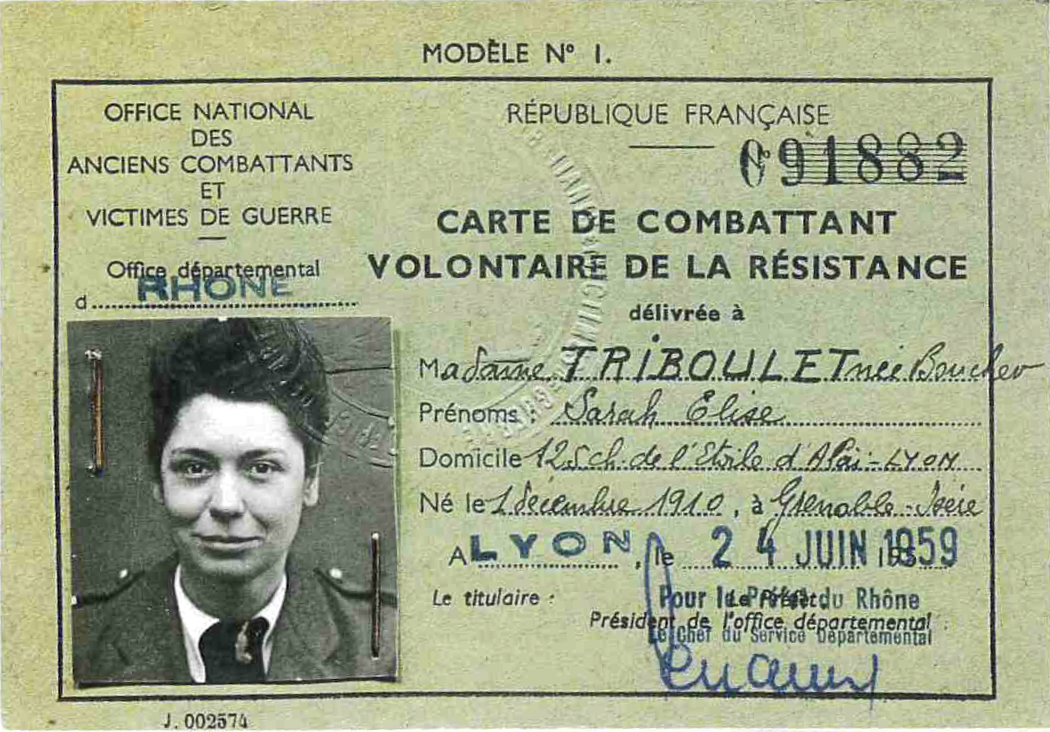
Carte de résistante délivrée à Sarah Boucher ©️"ACR, Fonds, 169S2-Archives&Patrimoine Valence Romans Agglo"

Malgré un manque de sources sûres, d’après les travaux de l'historien Mr. Tracol sur la famille Triboulet et sur l’entrée en résistance de Sarah Boucher, celle-ci s’est rapidement mobilisée dans une résistance[18]quotidienne. Une affaire de famille comme elle aime le dire, car elle prend rapidement le rôle d’agente de liaison au côté de son mari, notamment entre les camps du maquis et de la plaine, consistant à faire passer des messages et des renseignements entre les résistants, mais également des tracts et papiers administratifs. Elle intégrera le mouvement du “Vercors” en octobre 1943[19] en tant qu’agente de liaison entre les unités civiles sédentaires. D’après un témoignage de Sylvie Betton qui l’a connue dans les années 70, Sarah Boucher coupait les fils téléphoniques la nuit avec une paire de ciseaux entre Romans-sur-Isère et Peyrins, un petit village à 5 km.
Elle reçoit en 1959 la carte de combattante volontaire de la résistance.
La mémoire de Sarah Boucher:

La mémoire de Sarah Boucher est perpétuée notamment a travers celle de son mari Albert Triboulet. Entre la fin de la Seconde Guerre mondiale et mai 2024, nous ne pouvons relever de véritables célébrations de sa mémoire. Cette mémoire débute lors de l'exposition interne à l'établissement pour les 80 ans de la mort d'Albert Triboulet. Sarah Boucher est présente par le biais des documents trouvés aux archives communales et étudiés par les élèves de 1ère de la professeure d'Histoire-Géographie madame Chanal. Lors de la cérémonie célébrant la résistance d'Albert Triboulet[20], le 17 mai 2024, Sarah Boucher est nommée par la proviseure madame Greselle. 
"Sarah n'est pas en reste...réfractaire/résistante-opposante reconnue par le comité départemental pour la libération de la Drôme, elle est aussi utilisée comme agente de liaison depuis 1941 en direction du maquis"
L'exposition, le travail des élèves et le discours de la proviseure sortent ainsi de l'oubli les actes dissidents de Sarah Boucher. Par ailleurs, les élèves de 1ère ont actualisé la page Wikipédia d'Albert Triboulet en mettant un point d'honneur à citer Sarah Boucher afin de rétablir la place active de celle-ci dans la Résistance. Une demande de changement de l'odonymie romanaise a été faite par ces deux classes de 1ère en mairie, afin de réparer cet oubli dans l'espace vécu et mental des Romanais. 

## Source
- La Libération de nos villes, Romans-sur-Isère, Le Patriote romanais et péageois, 1945, 159 p., « Martyrologe de la Résistance » :« Son cœur saignait d'avance de voir ce magnifique Vercors souillé par les soudards d'Hitler. »Biographie d'Albert Triboulet de Matthieu Tracol historien
- Photo Triboulet: wikimedia
- [1] AC Romans 169 S [2]Julie Le Gac, Anne-Laure Ollivier et Raphaël Spina, La France en chiffres : de 1870 à nos jours, Paris, Perrin, 2015, p. 261. [3] AC Romans 169 S 1, arrêté rectoral de nomination comme répétiteur stagiaire, 12 octobre 1920 ; arrêté de titularisation, 16 décembre 1921. [4] Le Petit Briançonnais, 2 juillet 1921. [5] AC Romans 169 S1, arrêté rectoral, 4 octobre 1924. [6] AD 38 20 T 913, dossier universitaire d’Albert Triboulet. [7] AC Romans 169 S 1, arrêté rectoral du 26 novembre 1928. [8] Le Petit Briançonnais, 23 mars 1929. [9] AC Romans 169 S 1, carte de presse, 19 juin 1924. [10] AC Romans-sur-Isère, 169 S 2, Livret d’instruction pour le Premier Degré Symbolique Écossais. [11] Nous n’en avons pas trouvé trace dans les archives, mais des délégations de la SFIO, de la Libre pensée et de la Loge « L’Humanité de la Drôme » lui rendent hommage après la guerre. Le Dauphiné Libéré, 8 juin 1959. [12] AC Romans 1 W 158, vœu émis par l’Assemblée générale de l’association des parents d’élèves, 8 février 1943. La classe de première a eu trois enseignants de lettres différents depuis le début de l’année, et celle de quatrième cinq. [13]  Les cours ont lieu dans une aile du collège moderne de jeunes filles de Romans pour les grands, et dans des écoles maternelles pour les plus petits. AC Romans 1 W 158, courrier du principal à l’administrateur provisoire de Romans, 8 septembre 1944. [14] Le maire Barlatier évoque pour justifier son refus les protestations de la propriétaire de l’usine désaffectée qu’il a d’abord fait réquisitionner pour remplacer le dortoir. Il rejette également la fusion des internats de l’École Pratique et du Collège classique : « le mélange des jeunes gens d’âge différents et venus de milieux différents s’est traduit par un relâchement grave de la discipline ». AC Romans 1 W 158, courrier du maire Barlatier au préfet de la Drôme, 9 mars 1944.[15] Informations tirées de son registre matricule. AD 05, 1 R 1089 https://archives.hautes-alpes.fr/ark:/23599/vta4667b31e9b2d11bf/daogrp/0/562.
- [16] https://www.siv.archives-nationales.culture.gouv.fr/siv/media/FRAN_IR_053870/cu00dirqlce-145023myuao49/FRAN_0086_043035_L
- [17] http://www.11eme-cuirassiers-vercors.com/pionniers.php?sp=3
- [18]Le Patriote romanais et péageois, 8 septembre 1944 ; Jeanne DEVAL, Les années noires, op. cit., p. 129.
- [19]https://www.siv.archives-nationales.culture.gouv.fr/siv/rechercheconsultation/consultation/ir/consultationIR.action?irId=FRAN_IR_053870&udId=cu00dirqlce-145023myuao49&details=true&numberImage=FRAN_0086_043035_L
- [20]https://limpartial.fr/romans-sur-isere-un-hommage-rendu-a-albert-et-sarah-triboulet/

## Liens externes

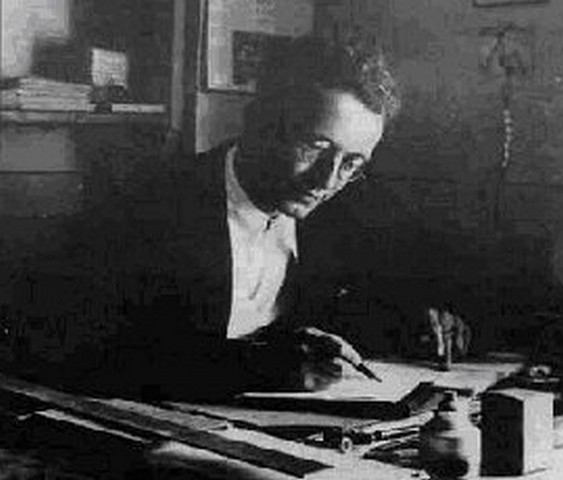
Portrait Albert Triboulet